# Дильтей, Вильгельм
Вильгельм Ди́льтей (нем. Wilhelm Dilthey; 19 ноября 1833[…], Бибрих, Великое герцогство Гессен, Германский союз — 1 октября 1911[…], Зайс-на-Шлерне, Тирольское графство, Австро-Венгрия) — немецкий историк культуры и философ-идеалист, представитель философии жизни, литературовед, который впервые ввёл понятие так называемых наук о духе (нем. Geisteswissenschaft), оказал огромное влияние как на современные исторические науки в Германии (Риккерт, Виндельбанд, Шпрангер и другие), так и на литературоведение (Унгер, Вальцель (нем. Oskar Walzel), Фридрих Гундольф и другие).

## Учение
В своём главном сочинении «Введение в науки о духе» (нем. Einleitung in die Geisteswissenschaften, 1880), а также в «Построении исторического метода в науках о духе» (нем. Der Aufbau der geschichtlichen Methode in den Geisteswissenschaften, 1910) Дильтей резко противопоставляет науки о духе наукам естественным (к которым Дильтей относит и эмпирическую психологию), изучающим явления путём эмпирического анализа, между тем как наука о духе имеет дело с непосредственной психической деятельностью — переживанием — и поэтому должна отстаивать свой, специфически соответствующий ей метод.
Психическая жизнь признается единым непрерывным потоком, сущность её заключается в иррациональности, подсознательности и телеологической направленности; методологически Дильтей противопоставляет «предметному» или «естествоведческому» объяснению явлений свой метод «понимания» или «толкования» жизни — описательную психологию.
Жизнь, по Дильтею, — в этом пункте он почти целиком примыкает к Бергсону, — ничем не ограничена и неопределима, она течёт из тайных источников и стремится к неизвестным целям; она доступна нашему познанию лишь частично: доступны индивидуальные жизненные явления и психологическое их толкование и понимание. Путём наблюдений над их повторением и закономерностями создаётся некоторая общая классификация, дающая возможность включения того или иного индивидуального явления в относительно постоянные общие типы и законы; они служат исследователю вспомогательным средством при его весьма приблизительном объяснении истории, представляющей собою смешение и срастание таких типовых явлений.
История как целое не имеет своего смысла; им обладают лишь отдельные её эпохи, замкнутые в себе «культурные системы» индивидуальной структуры. Методологически «наука о духе» Дильтея есть попытка соединения двух систем: каузально-генетического объяснения английского позитивизма и интуитивного понимания немецкого идеализма. Дильтей хотел возродить немецкий идеализм на более научном базисе. Но из этого соединения идеализма с позитивизмом не получилось ни цельного мировоззрения, ни цельного метода; элементы этих систем всегда распадаются там, где Дильтей применяет их на практике; он склоняется то к одной, то к другой системе: в первый период своих многочисленных исторических работ он ближе к позитивизму, во второй — особенно после критики его трудов Риккертом и Гуссерлем — к идеализму.

## Историческая перспектива и критика
Теории Дильтея больше всего не доставало идеи исторической динамики; изучение исторического процесса он заменял изучением (описанием) психического развития личности: почти все его исследования — биографии или биографические очерки. Чтобы сделать свою науку способной к «созидающему синтезу», он вернулся к Гегелю, но заимствовал лишь метафизические элементы его метода, игнорируя диалектику; стержень исторического развития он видел в «метафизическом переживании» гениев-художников, открыто сделав таким образом основным понятием развития — метафизику.
Однако Дильтей, мировоззрение которого сложилось во времена грюндерства и начала германского империализма, понял невозможность возрождения классического идеализма в ту эпоху и впал в скептицизм. Он представляет звено в длинной цепи развития Ницше — Шпенглер.
Применяя своё дуалистическое мировоззрение к литературоведению, Дильтей прежде всего противопоставил свой метод историко-филологической школе Шерера-Шмидта; если эта школа под влиянием позитивизма Конта, Тэна и других стремилась свести изучение литературных явлений к точности естественных наук и рассматривала человека как социальное существо, слагающееся под влиянием окружающей его среды, то Дильтей, наоборот, восстал против исследования внешних условий, определяющих художественное произведение, перенеся своё внимание непосредственно на мировоззрение писателя и на значение переживания для поэзии.
Мир художника отличается, по Дильтею, от мира других людей: он, во-первых, питается поэтической фантазией, à priori входящей в его душевную конструкцию, и во-вторых, художнику свойственно стремление освободиться от давления действительности при помощи присущего ему одному сильного, непроизвольного стремления к созиданию (Bautrieb); таким образом каждое художественное произведение есть оформление питаемого жизненными переживаниями отдельного события. Задачи литературоведения — установить связь между поэзией и переживанием писателя.
Дильтей много писал на литературоведческие темы; главные его произведения: серия биографий немецких романтиков, начиная от Новалиса (1865) и кончая Гёльдерлином (1905). Основные темы его работ: «Фантазия и психология в поэзии» («Ч. Диккенс и гений повествовательной литературы» — «Charles Dickens und das Genie der erzählenden Dichtung», 1876—1877; «Воображение поэта» — «Die Einbildungskraft des Dichters», 1877; «Поэтическое воображение и безумие» — «Dichterische Einbildungskraft und Wahnsinn», 1886; «Материал для построения поэтики» — «Bausteine für eine Poetik», 1887; «Три эпохи в развитии современной эстетики и её современные задачи» — «Die drei Epochen der modernen Aesthetik und ihre heutige Aufgabe», 1892; «Переживание и творчество» — «Erlebnis und Dichtung», 1905).
Последнее сочинение оказало особенно заметное влияние на современную духовно-историческую школу. Но так как метод Дильтея в целом страдает дуализмом, выражающимся в постоянном колебании между позитивизмом и метафизикой, то и его литературоведческий метод дал право ссылаться на него как формалистически-эстетической школе (Вальцель (нем. Oskar Walzel), Штрих и другие), так и многочисленным течениям внутри духовно-исторической школы (Унгер, Майнк, Гундольф, Цизарц (нем. Herbert Cysarz), Бертрам, Корф, Эрматингер и другие).
Однако все они исходят из того идеалистического положения Дильтея, что «история духа», или «наука о духе», должна строиться на рассмотрении каждой отдельной области культуры как выявления саморазвития единого духа идей эпохи.

## Немецкая библиография
- Das Leben Schleiermachers, 1870; Gesammelte Schriften, 2 Aufl., hrsg. von Mulert H., I—VII Bde, 1922—1928;
- Шиллер Ф. П., Духовно-историческая школа в немецком литературоведении, «Лит-pa и марксизм», 1929, кн. IV; Erdmann В., Gedächtnisrede auf Dilthey, 1912;
- Spranger E., W. Dilthey, eine Gedächtnisrede, 1912;
- Tumarkin, Anna, Wilhelm Dilthey. L. Simion Nf.: — Берлин, 1912;
- Krakauer H., Dilthey’s Stellung zur theoretischen Philosophie Kants, 1913;
- Heynen W., Dilthey’s Psychologie des dichterischen Schaffens, 1916;
- Unger Rud., Weltanschauung und Dichtung. Zur Gestaltung des Problems bei Dilthey W., 1917;
- Cremer H., Die Begriffe «Romantik» und «romantisch» in den «Schriften» W. Dilthey’s, 1922;
- Unger R., Literaturgeschichte als Geistesgeschichte. Zur Frage geisteshistorischer Synthese mit bes. Berücksichtigung auf Dilthey W., 1924;
- Hoff B., Die Psychologie Dilthey’s W., 1926.

## Русская библиография
- Дильтей, В. Описательная психология. — М., 1924.
  - Дильтей, В. Описательная психология / Перевод с немецкого Е. Д. Зайцевой под ред. Г. Г. Шпета. — Второе издание. — СПб.: Алетейя, 1996. — 160 с. — (Заказное издание). — 1500 экз. — ISBN 5-85233-003-27 (ошибоч.).
- Дильтей, В. Типы мировоззрения и их обнаружение в метафизических системах // Новые идеи в философии. — Вып. 1. — СПб., 1912.
- Дильтей, В. Воззрение на мир и исследование человека со времен Возрождения и Реформации / Академия исследований культуры; пер. с нем. М. И. Левина. — М.—Иерусалим: Университетская книга, Мосты культуры / Гешарим, 2000. — (Книга света). — ISBN 5-323-00016-3, ISBN 5-93273-044-7. — Очерк 7. Функция антропологии в культуре XVI и XVII веков
- Дильтей, В. Собрание сочинений в 6 тт. Под ред. A. B. Михайлова и Н. С. Плотникова. Т. 1: Введение в науки о духе: Опыт полагания основ для изучения общества и истории / Пер. с нем. под ред. B. C. Малахова. — М.: Дом интеллектуальной книги, 2000. ISBN 5-7333-0237-2 — копия
- Дильтей, В. Собрание сочинений: В 6 т. Под ред. A. B. Михайлова и Н. С. Плотникова. Т. 3. Построение исторического мира в науках о духе / Пер. с нем. под ред. В. А. Куренного. — М.: Три квадрата, 2004. — С. 10—413.
- Дильтей В. Собрание сочинений в 6 тт. Т.4: Герменевтика и теория литературы / Под ред. А.В. Михайлова и Н.С. Плотникова / Пер. с нем. под ред. В.В. Бибихина и Н.С. Плотникова. — Научное издание. — М.: Дом интеллектуальной книги, 2001. — 400 экз. — ISBN 5-7333-0240-2.
- Дильтей, В. Сущность философии = Das Wesen der Philosophie / Пер. с нем. под ред. М. Е. Цельтера. — М.: Интрада, 2001. — (Научное издание). — 1000 экз. — ISBN 5-87604-051-7. Архивировано 8 мая 2006 года.
- Дильтей, В. Литературные архивы и их значение для изучения истории философии // Вопросы философии. — 1995. — № 5. — С. 124—136.
- Дильтей, В. Наброски к критике исторического разума // Вопросы философии. — 1988. — № 4. — С. 135—152.
- Дильтей, В. Введение в науки о духе (фрагменты) // Зарубежная эстетика и теория литературы XIX—XX вв. Трактаты, статьи, эссе. — М., 1987.
- Дильтей, В. Сон. Воображение поэта. Элементы поэтики. Литературные архивы и их значение для изучения истории философии // Вопросы философии. — 1995. — № 5. — С. 112—136.
- Дильтей, В. Категории жизни // Вопросы философии. — 1995. — № 10. — С. 129—143.
- Дильтей, В. Основная мысль моей философии // Вопросы философии. — 2001. — № 9. — С. 122—123.
- Дильтей, В. Предпосылки или условия сознания либо научного познания // Вопросы философии. — 2001. — № 9. — С. 124—125.